# دهستان توروا
دهستان توروا (به لاتین: Tõrva Parish) یک منطقهٔ مسکونی در استونی است که در شهرستان والگا واقع شده‌است. دهستان توروا ۶۴۷ کیلومتر مربع مساحت و ۶٬۱۲۹ نفر جمعیت دارد.